# Tarzalni mišići
Tarzalni mišići (lat. musculus tarsalis superior et inferior) – gornji i donji - parni su mišići glave. Građeni su od glatkih mišićnih vlakana i nalaze se u rubnom dijelu odgovarajućeg očnog kapka. Njihova vlakna su postavljena uzdužno i gornji mišić je nešto veći od donjeg.
Inerviraju ih simpatička vlakna koja potječu iz cilijarnog ganglija. Osnovna funkcija mišića je održavanje normalne širine vjeđnog rasporka i pomaganje pri djelovanju mišića podizača gornjeg kapka. 
Kod nekih bolesti npr. Hornerov sindrom) ili oštećenja spomenutih živaca, može doći do spuštanja kapka, odnosno stanja poznatog kao ptoza.